# Каліпсо
Каліпсо́ (грец. Καλυψώ, Kalypsō, «приховувачка») — у грецькій міфології німфа острова Огігія. Дочка Атланта (варіант: Океана). Персонаж «Одіссеї». Гостинно зустріла Одіссея, коли розбився його корабель. Каліпсо покохала Одіссея й намагалася затримати в себе, обіцяючи йому вічну молодість і безсмертя, але не змогла примусити героя забути батьківщину. За сім років, виконуючи веління богів, Каліпсо допомогла Одіссеєві побудувати корабель і показала шлях до Ітаки. Покинувши Каліпсо, Одіссей таким чином перемагає смерть і повертається у світ життя.

## Родинні зв'язки
- Дочка титана Атланта, тримача небесного склепіння, і океаніди Плейони. (За іншою версією, дочка Геліоса (Аполлона) й Персеїди).
- Брати і сестри:
  - Плеяди
  - Гіади. (Каліпсо також іноді зараховують до числа Гіад)
  - Гіас
- Діти від Одіссея:
  - Найсітой
  - Навсіной
  - Антій (Або ж — син Енея на ім'я Анкій).
  - Ардей. (Або ж — син Енея).
  - Ром. (Або ж — син Енея).
  - Авзон — родоначальник авсонів, найдавнішого племені Італії, перший цар Італії. (Або — син Цирцеї).
  - Латин — родоначальник латинів. (Або — син Одіссея і Цирцеї, або — син Телемаха).

## У культурі
Дійова особа комедії Анаксілая «Каліпсо».
«Каліпсо» — ім'я легендарного корабля Кусто.
У фільмі «Пірати Карибського моря: На краю світу» Каліпсо постає морською богинею, замкненою піратами в людському тілі і згодом звільненою.

### Кінематограф
- Повернення Одіссея (1908) — французький фільм  [Архівовано 4 червня 2016 у Wayback Machine.].
- Одіссея (1911) — італійський фільм.
- Одіссея (1954)
- Одіссея (1968)
- Уліс 31 (1981) — японсько-французький анімаційний фільм. Науково-фантастична адаптація Одіссеї.
- Нострос: Повернення (1998) — італійський пригодницький фільм.
- Погляд Одіссея (1995) — грецький фільм.
- Одіссея (мінісеріал) (1997)
- О, де ж ти, брате? (2000) — гумористична інтерпретація Одіссеї та роману «Уліс» Джеймса Джойса.

### Мистецтво

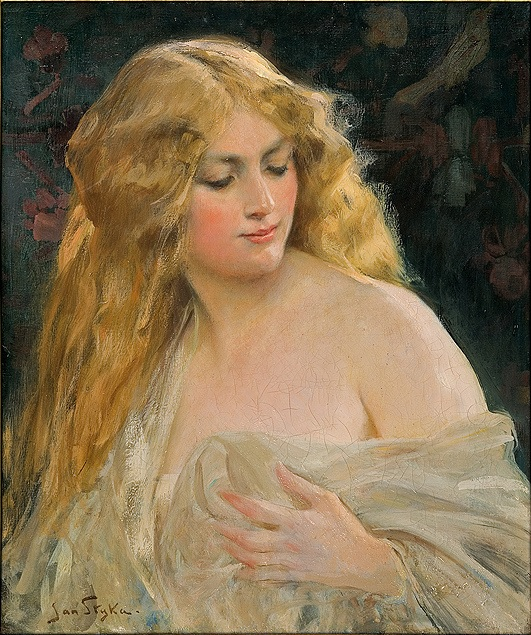
Calypso, blonde-haired goddess by Jan Styka (20th century)
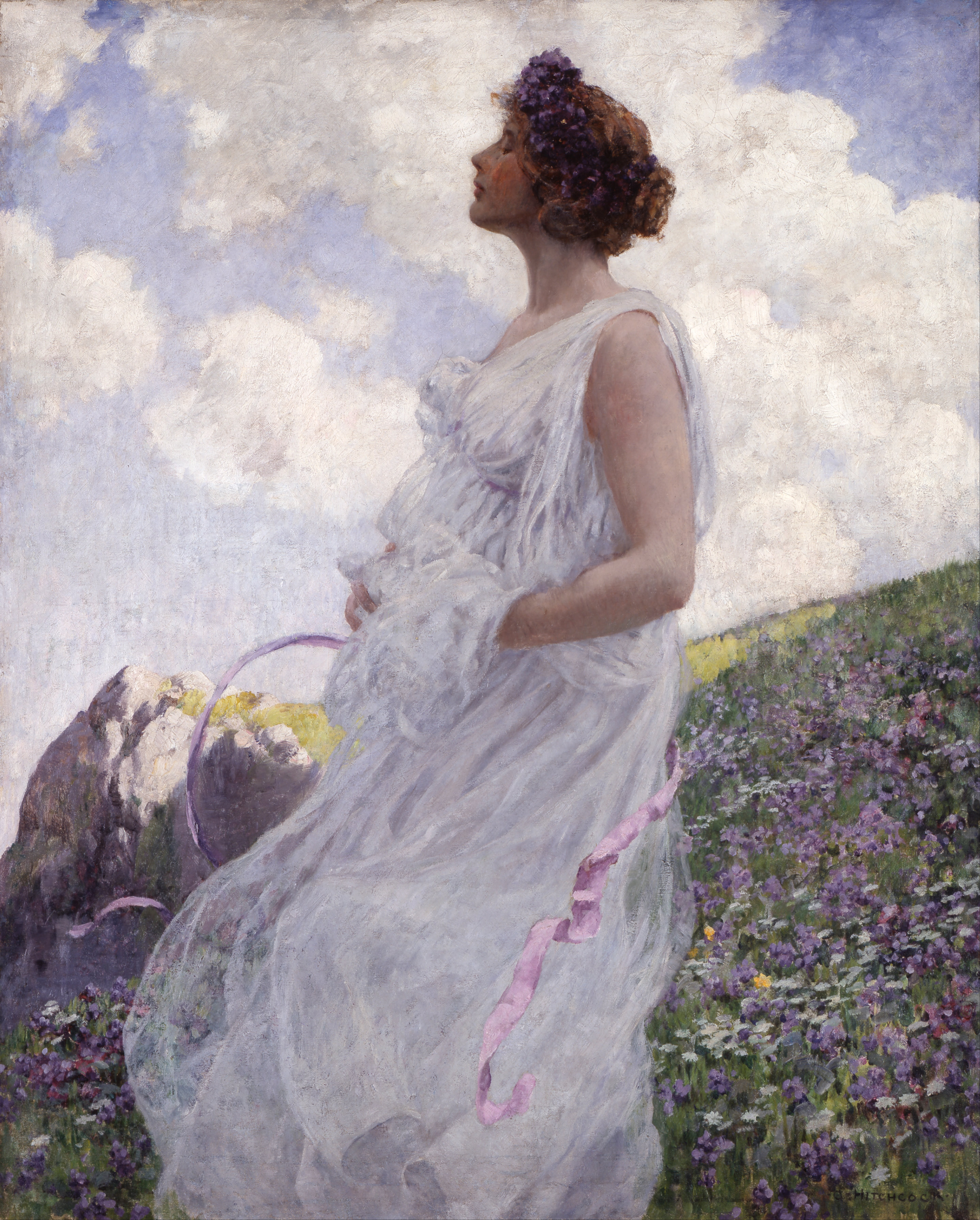
Calypsoby George Hitchcock (about 1906)
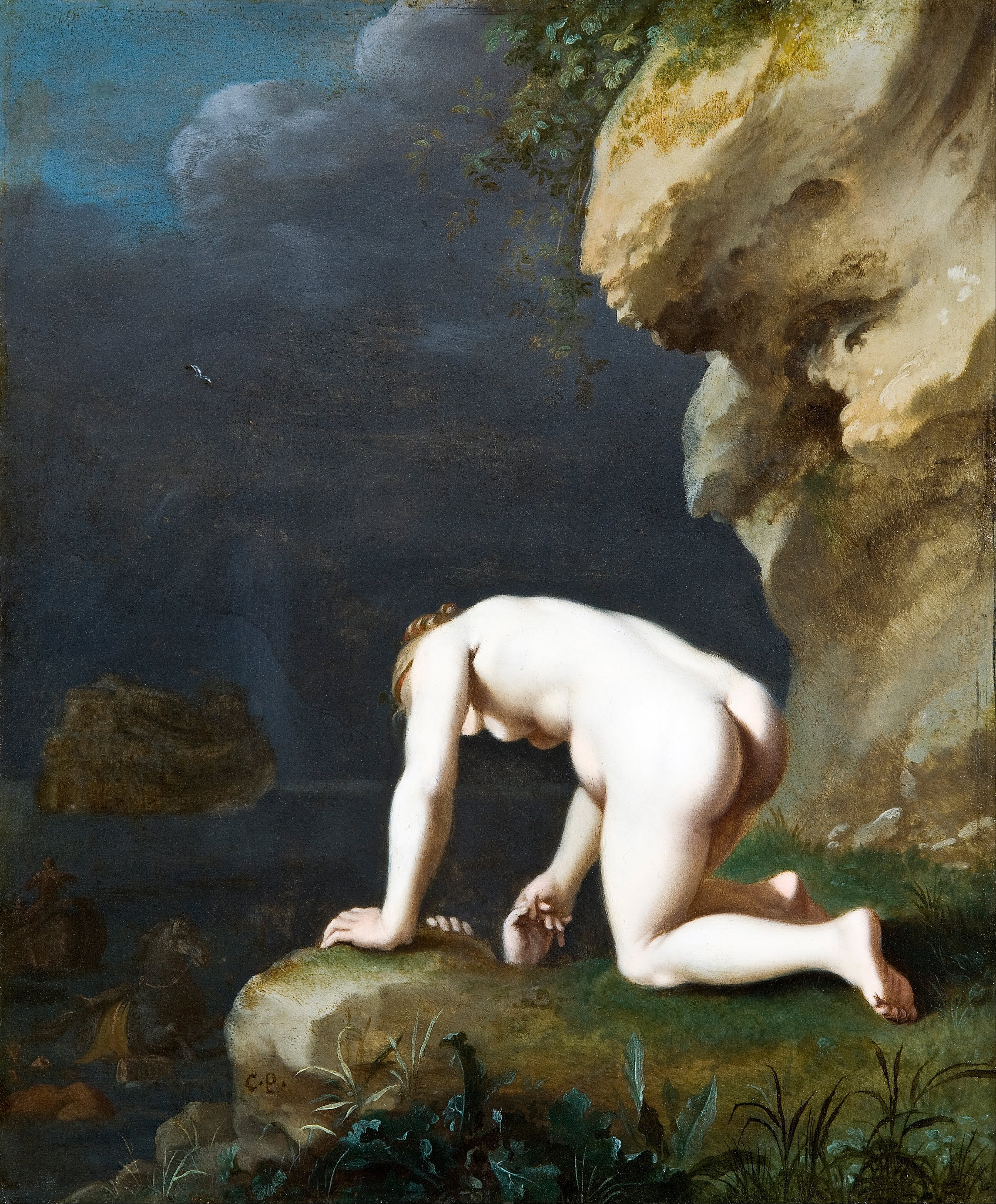
The Goddess Calypso rescues Ulysses Cornelius van Poelenburgh (1630)
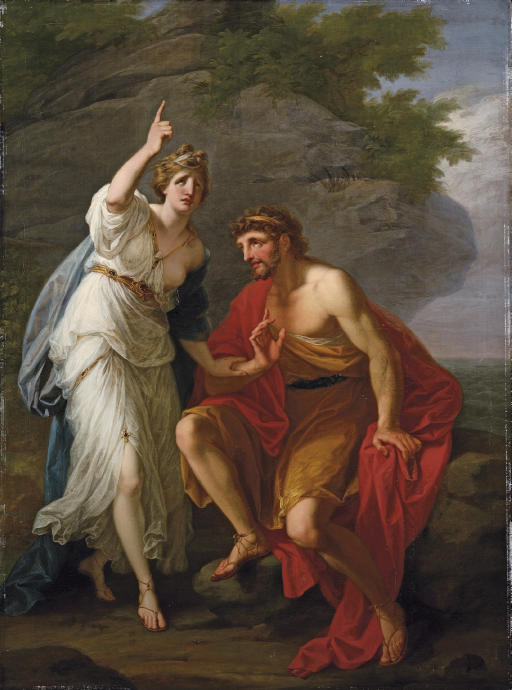
Calypso calling heaven and earth to witness her sincere affection to Ulysses by Angelica Kauffman (18th-century)
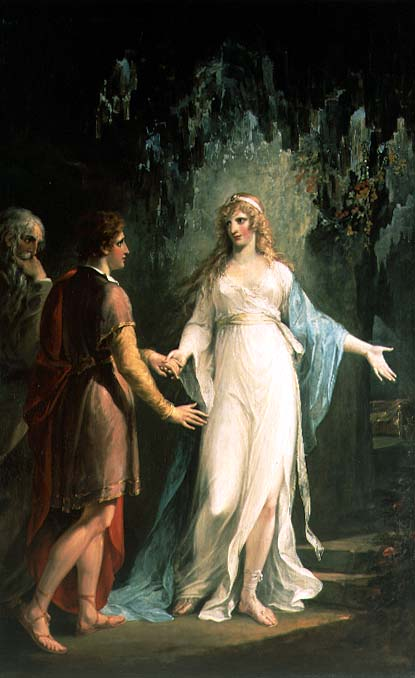
Calypso receiving Telemachus and Mentor in the Grotto by William Hamilton (18th century)
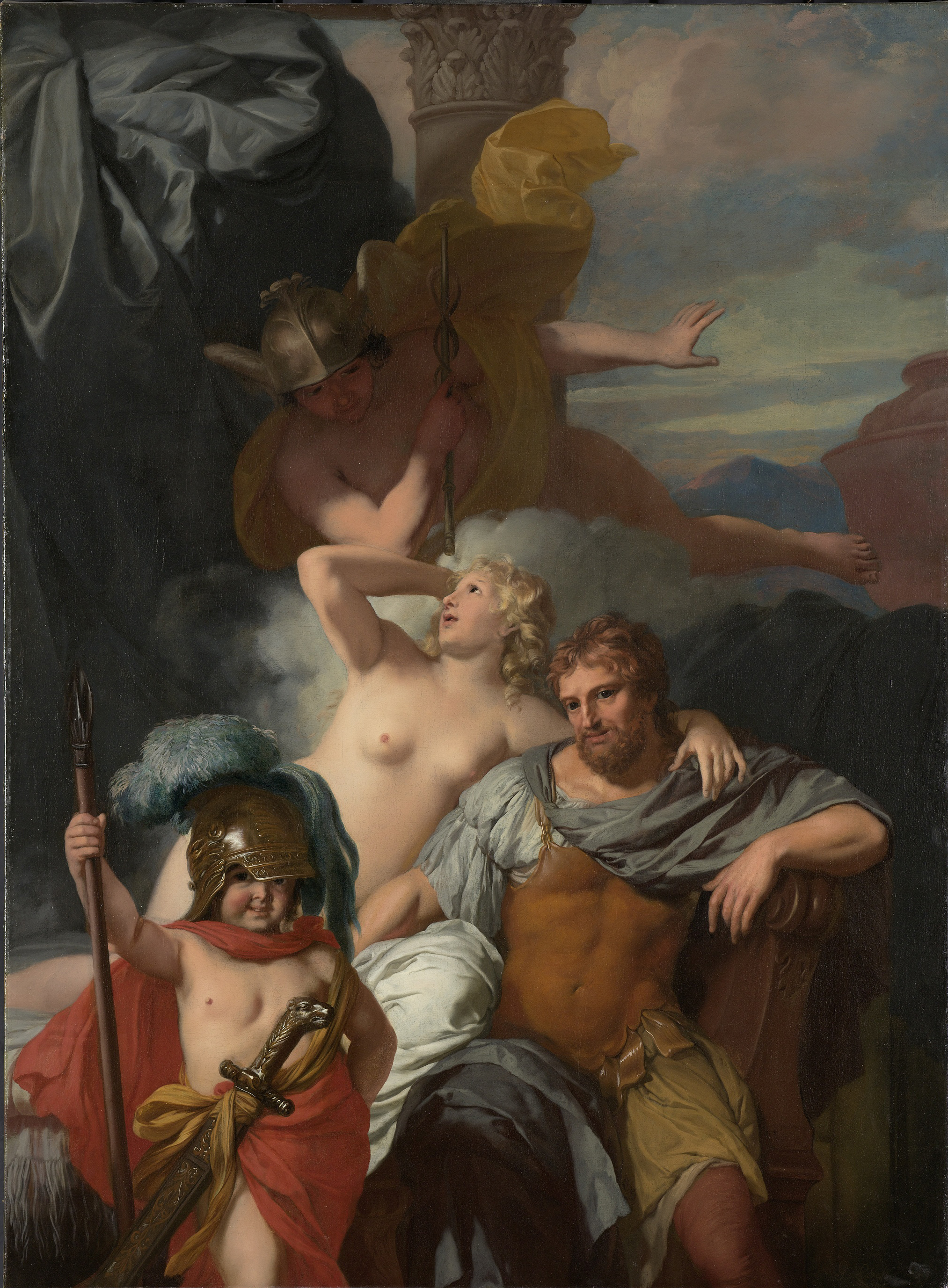
Mercury ordering Calypso to release Odysseus by Gerard de Lairesse (1676-1682)
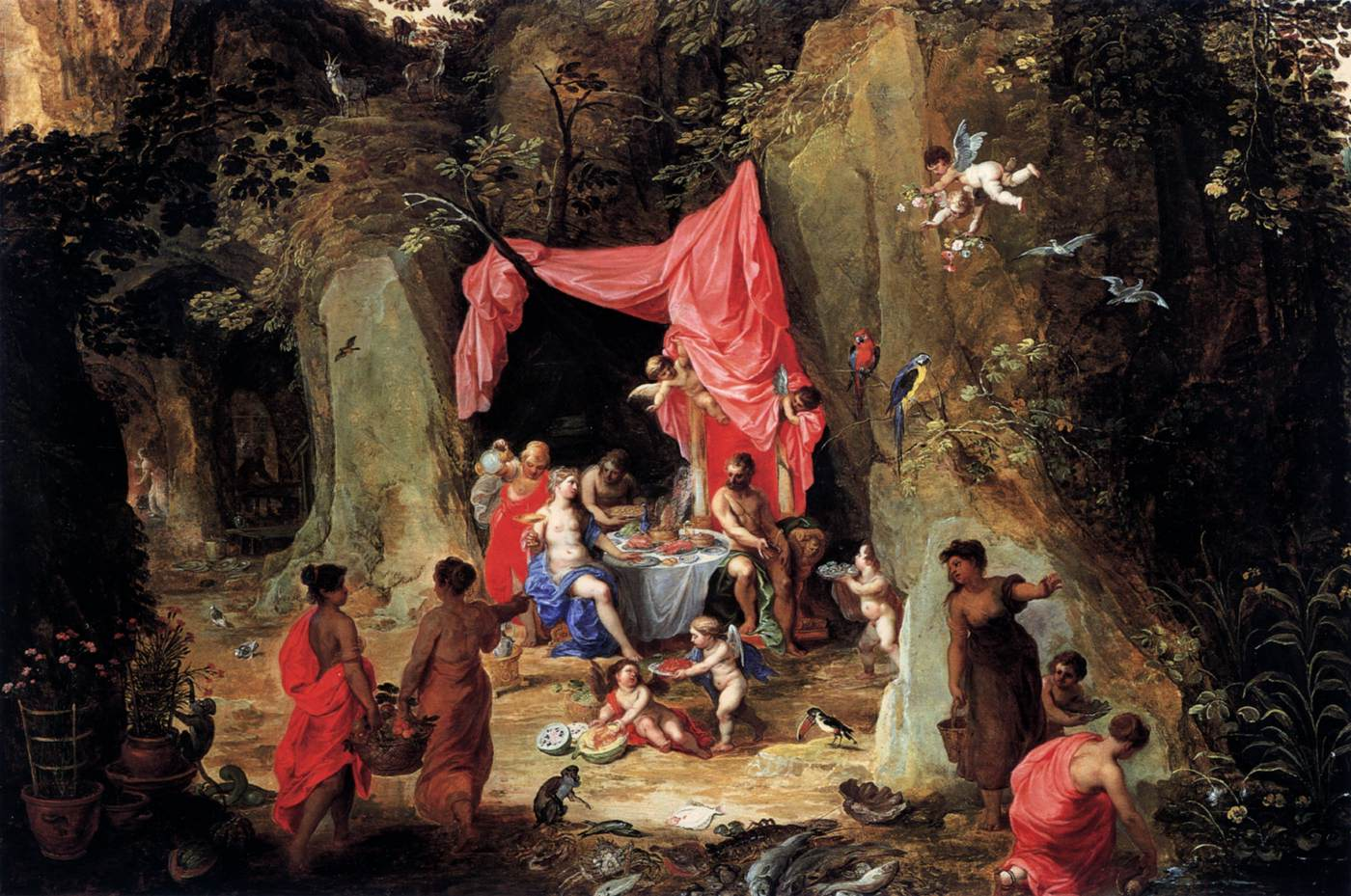
Odysseus as guest at the nymph Calypso by Hendrick van Balen (circa 1616)
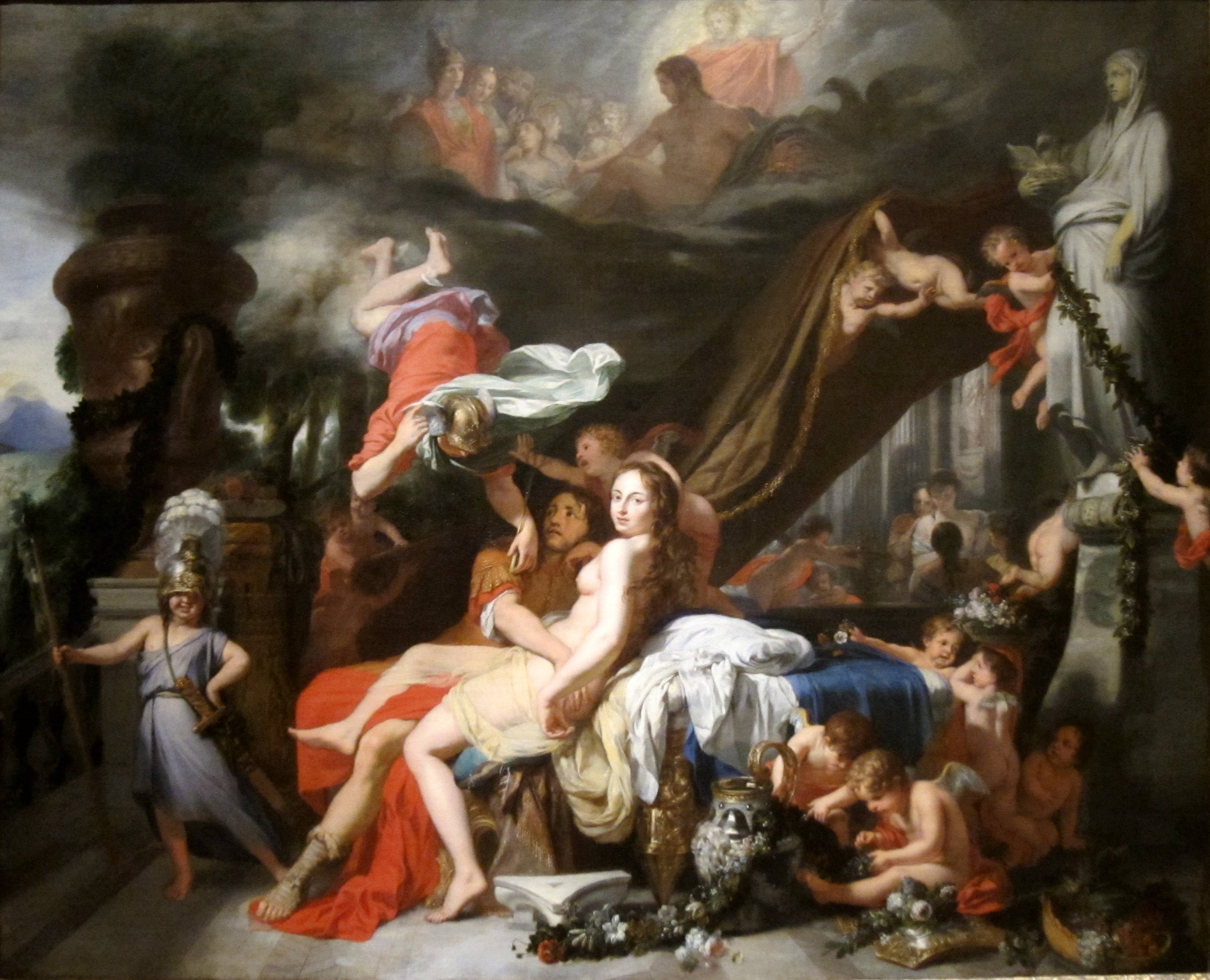
Hermes Ordering Calypso to Release Odysseus by Gerard de Lairesse (circa 1670)
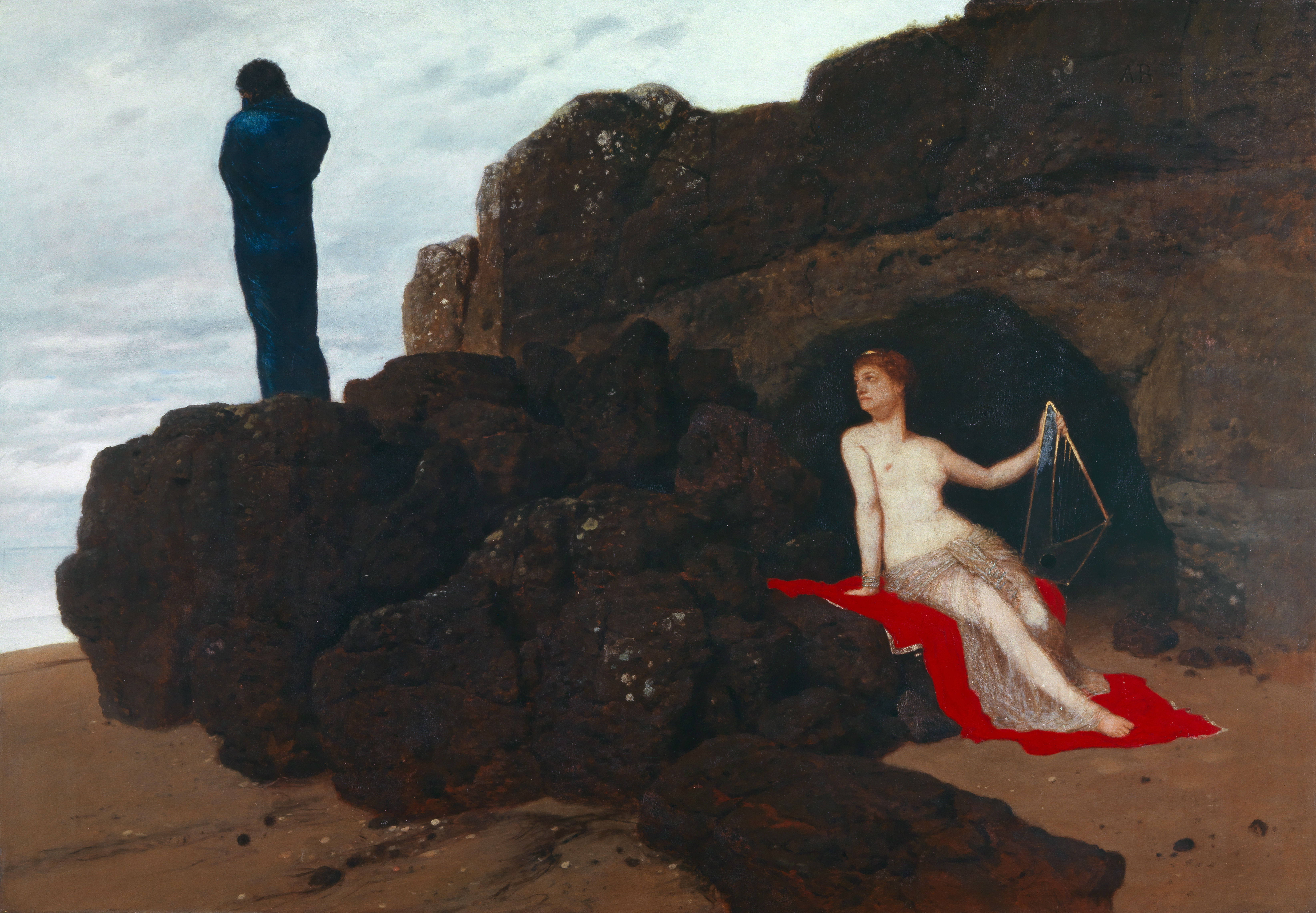
Odysseus und Kalypso by Arnold Böcklin (1883)
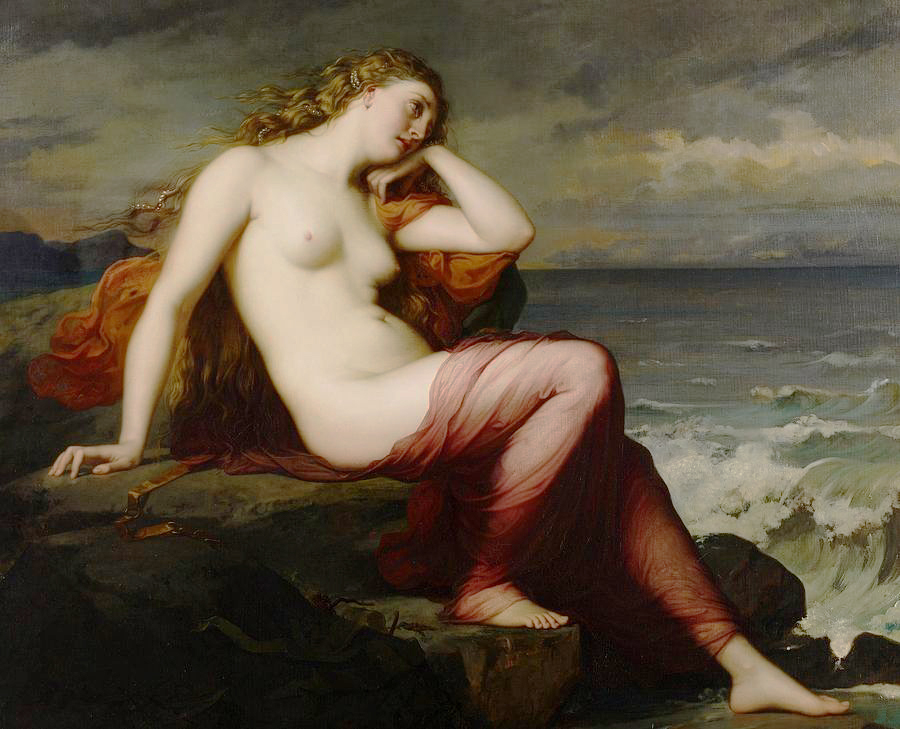
Calypso by Henri Lehmann  (1869)
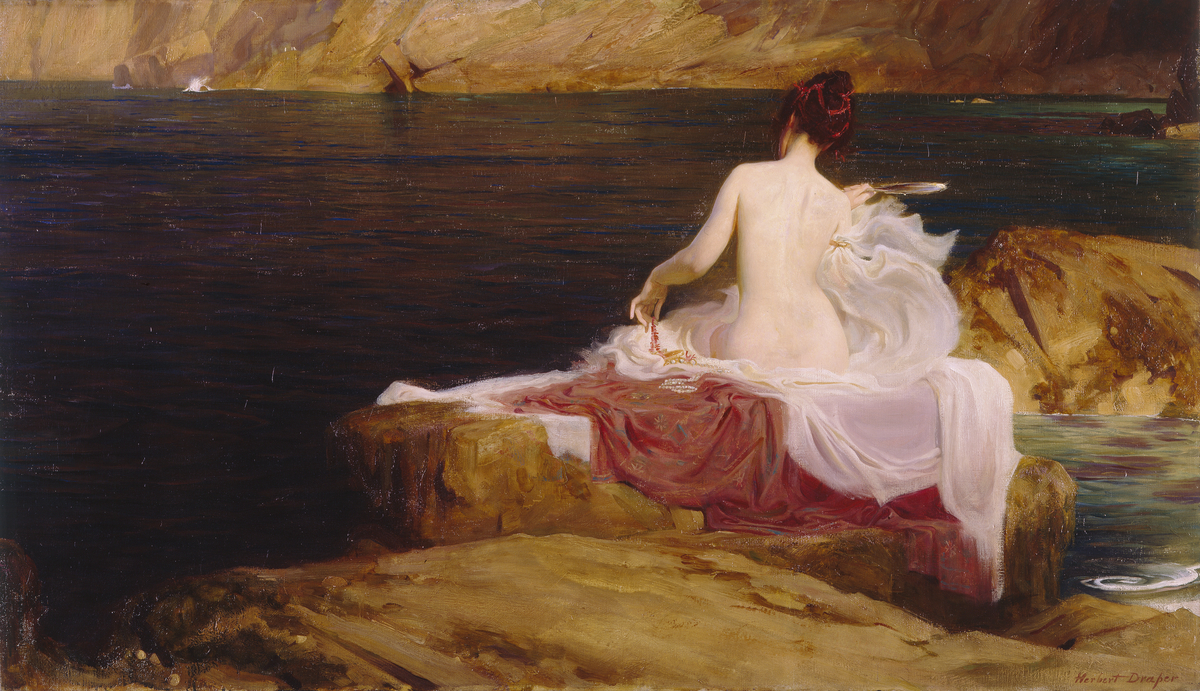
Calypso's Isle by Herbert James Draper  (1897)
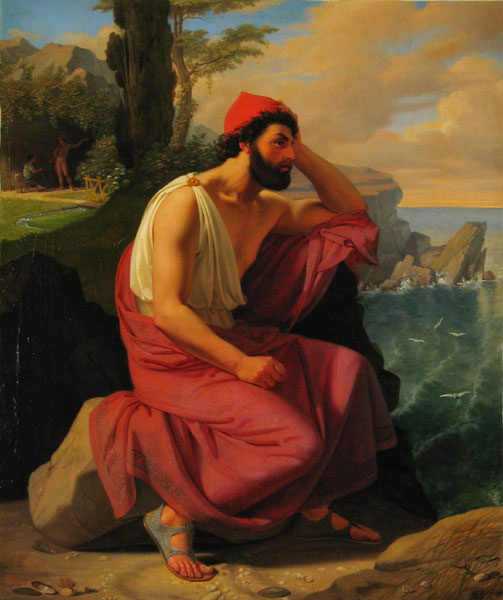
Ulysses on Calypso's island by Ditlev Blunck (1830)
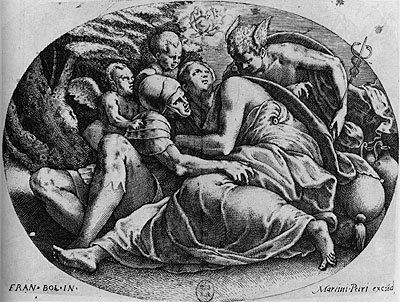
Hermes bei Calypso und Odysseus by Hubert Maurer
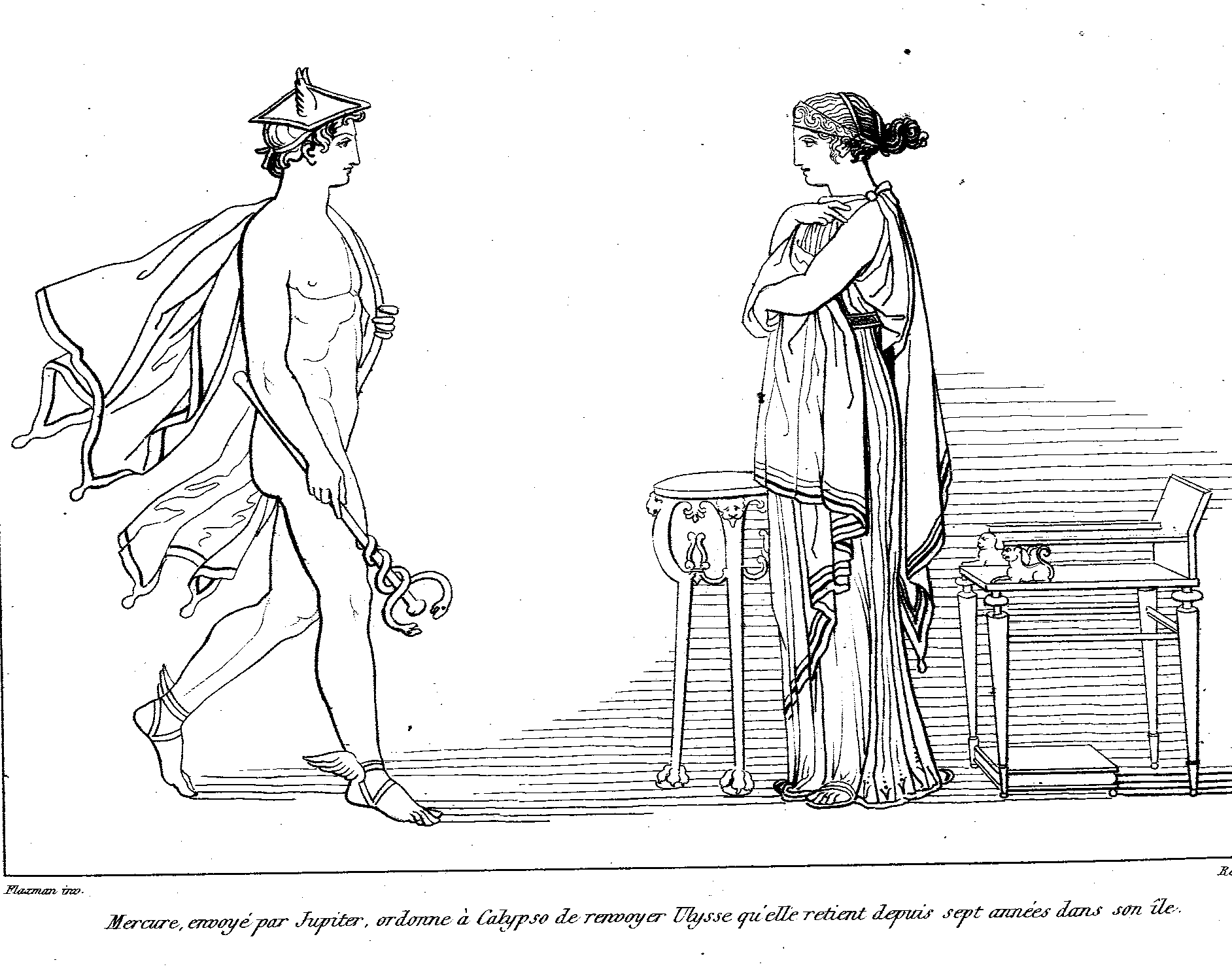
Hermes orders Calypso to release Odysseus by John Flaxman (1810)

### Музика
- Повернення Улісса на батьківщину — опера Клаудіо Монтеверді.